# Гастроентерологія

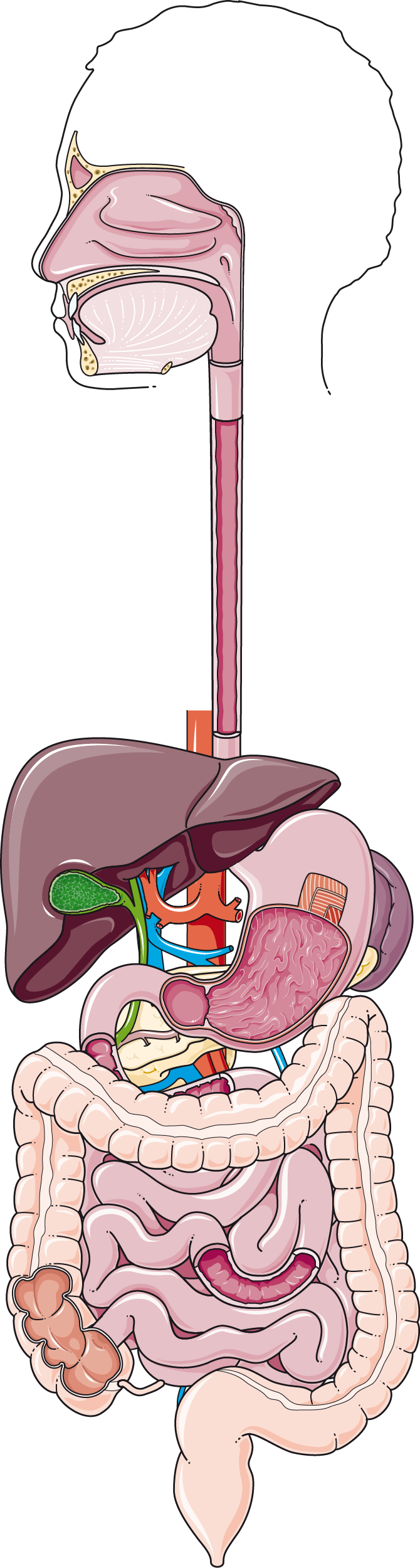
Травна система людини

Гастроентерологія — спеціалізована галузь медицини, яка зосереджена на вивченні, діагностиці, профілактиці та лікуванні розладів та хвороб травної системи.
Шлунково-кишковий тракт відіграє вирішальну роль у підтримці загального здоров'я, оскільки він відповідає за травлення та всмоктування поживних речовин. А також, усунення відходів, регуляцію імунної системи, настрою та загального самопочуття. Розлади в цій системі можуть суттєво вплинути на якість життя людини, а в деяких випадках можуть становити смертельну загрозу. Вплив харчування на людину забезпечує передову увагу до гастроентерології в системі охорони здоров'я.
Гастроентерологи — це лікарі зі спеціалізованою підготовкою в галузі внутрішньої медицини з подальшою розширеною освітою в галузі гастроентерології. Вони володіють досвідом у проведенні діагностичних процедур, таких як ендоскопія, колоноскопія та медична візуалізація травного тракту, оцінки умов і отримання зразків тканин для аналізу. Гастроентерологи тісно співпрацюють із мультидисциплінарними командами, включаючи дієтологів, хірургів, радіологів та інших, щоб надати комплексну допомогу пацієнтам із розладами травлення.
Галузь гастроентерології постійно розвивається завдяки прогресу в технологіях, методах лікування та розумінні шлунково-кишкових захворювань. Дослідження в галузі гастроентерології вивчають інноваційні методи лікування, генетику, дослідження мікробіоти кишки і розробку мінімально інвазивних процедур для покращення діагностики та результатів лікування пацієнтів із захворюваннями травної системи.

## Історія
Історія гастроентерології сягає стародавніх часів, коли стародавні єгиптяни, греки та римляни визнавали важливість травної системи та розробляли різні засоби та методи лікування шлунково-кишкових розладів. (Див. — Історія медицини) Посилаючись на єгипетські папіруси, Джон Ф. Нанн виявив значні знання про шлунково-кишкові захворювання серед практикуючих лікарів у період правління фараонів.
У стародавніх греків Гіппократ приписував травленню одну з ключових ролей в здоров'ї. Концепція Галена про чотири відділи шлунка була широко прийнята аж до сучасності в XVII столітті. Діоскорид у 50-70х роками нашої ери написав 5-томну збірку книг під назвою «De Materia Medica», в якій детально описано понад 600 рослин та їхні лікувальні властивості, разом з деякими тваринами і мінеральними речовинами, а також близько 1000 ліків, виготовлених з них; «De Materia Medica» була перекладена на багато мов й широко використовувалась в медицині всього світу наступні 1700 років, включаючи гастроентерологію.
У XVII столітті Вільям Гарвей, англійський лікар, який описав кровообіг, велике й мале кола кровообігу, зробив значний внесок у вивчення травлення, спостерігаючи за рухами шлунка і кишки у тварин.
У XIX столітті стався значний прогрес у діагностиці та лікуванні шлунково-кишкових розладів. Винахід ендоскопа в 1806 році Філіпом Бозіні, німецьким лікарем, дозволив безпосередньо візуалізувати шлунково-кишковий тракт, зробивши революцію в діагностиці шлунково-кишкових розладів.
У XX столітті розвиток радіологічних зображень, таких як рентгеноскопія з барієм і барієва клізма, ще більше покращив діагностичні можливості. Поява антибіотиків та імуносупресивних препаратів також змінило підхід до лікування шлунково-кишкових розладів, зокрема запальних захворювань кишечника.
У XXI столітті відбувся значний прогрес у галузі гастроентерології з розвитком нових методів діагностики та лікування, таких як капсульна ендоскопія та малоінвазивні хірургічні методи. Вивчення мікробіома кишки також стало перспективним напрямком досліджень, що має значення для діагностики та лікування шлунково-кишкових розладів.

## Розділи
Розділ гастроентерології, що вивчає печінку, жовчний міхур, жовчні шляхи, їх будову та функції, їх захворювання та методи їх лікування називається «гепатологія».
Розділ гастроентерології, який вивчає пряму кишку і відхідник, їх будова і функції, їх захворювання і методи їх лікування називається «проктологія». Якщо вивчаються всі розділи товстої кишки (а не тільки пряма), то ця дисципліна називається «колопроктологія».

## Санаторії гастроентерологічного профілю
В Україні є велика кількість курортів і санаторіїв, у яких здійснюється діагностика та лікування гастроентерологічних захворювань:
- Бердянськ, санаторій «Приазов'я»
- Велика Багачка, санаторій «Псел»
- с. Зелена, Ковельський район, Волинська область, Обласна санаторій матері і дитини «Турія»
- Миргород, санаторій МВС України
- Моршин, санаторії «Лаванда», «Світанок», «Черемош», «Дністер», «Перлина Прикарпаття», «Пролісок», «Мармуровий Палац», «Світанок»
- с. Поляна, Свалявський район, Закарпатська область, санаторій «Поляна»
- санаторій «Сонячне Закарпаття», Закарпатська область, село Поляна
- Саки, санаторій «Сакский ЦВКС»
- Трускавець, санаторії «Перлина Прикарпаття», «Дніпро-Бескид», «Кришталевий палац», «Шахтар», «Алмаз», «Аркада», «Арніка», «Військовий», «Віктор», «Вернигора», «Карпати», «Конвалія», «Кристал», «Молдова», «Південний», «Рубін», «Трускавець», «Шале Грааль», «Янтар».
- Ялта, санаторій «Сосновий гай»
- У центральній частині України діє санаторій Знам'янська обласна бальнеологічна лікарня, який спеціалізується зокрема й на лікуванні захворювань шлунково-кишкового тракту

## Наукові та науково-практичні журнали з гастроентерології
Деякі з медичних та наукових журналів, присвячених гастроентерології:
- Сучасна гастроентерологія
- Nature Reviews Gastroenterology & Hepatology (сайт)
- Gut

- Gastroenterology
- Clinical Gastroenterology and Hepatology
- Cellular and Molecular Gastroenterology and Hepatology
- American Journal of Gastroenterology
- Journal of Gastroenterology
- Journal of Clinical Gastroenterology
- Therapeutic Advances in Gastroenterology
- Current Gastroenterology Reports
- Diseases of the Esophagus
- Inflammatory Bowel Diseases
- Diseases of the Colon and Rectum
- Pancreatology
- Liver Research
- Gut Pathogens
- Digestive Endoscopy
- Endoscopic Ultrasound
- Neurogastroenterology and Motility